# .sr
A .sr Suriname internetes legfelső szintű tartomány kódja, melyet 1991-ben hoztak létre. Mivel Szerbia nem hivatalos rövidítése SR, Szerbiában is népszerű ez a domain, mert az ország egy ideig még Jugoszlávia .yu tartományát használta (2008-tól Szerbiának már saját kódja van: .rs.